# Ol'ga Lepešinskaja
Ol'ga Vasil'evna Lepešinskaja (Kiev, 28 settembre 1916 – Mosca, 20 dicembre 2008) è stata una ballerina sovietica, nominata artista del popolo dell'Unione Sovietica nel 1951.

## Biografia

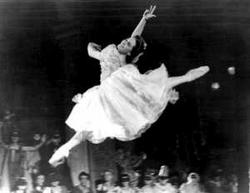
Ol'ga come Kitry in Don Chisciotte nel 1940

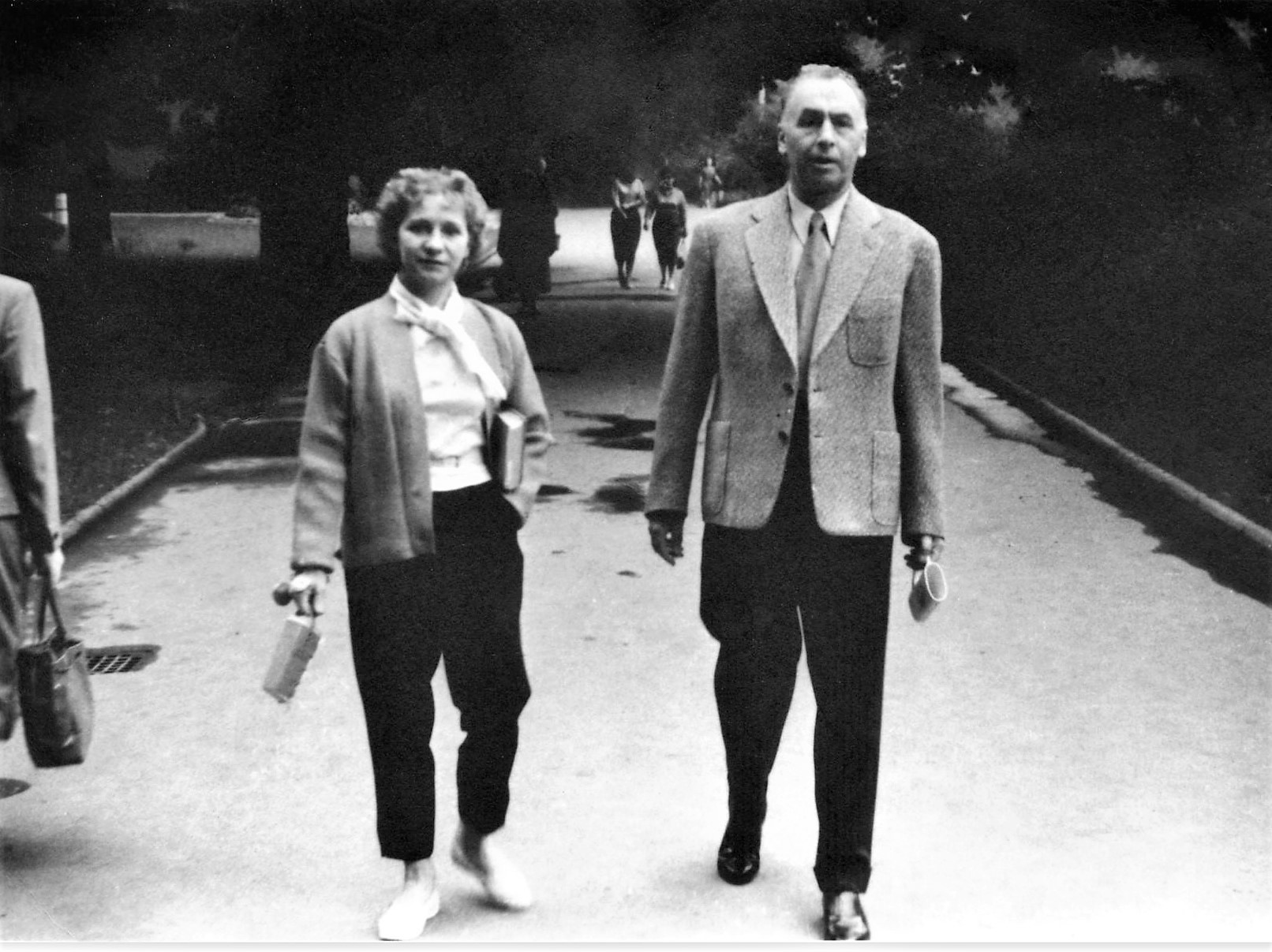
Ol'ga con Aleksei Antonov nel 1960

Ol'ga nacque da un'antica famiglia nobile polacca a Kiev, nell'impero russo (ora capitale dell'Ucraina). Suo nonno, Vasily Pavlovich Lepeshinsky, fu arrestato come membro dell'organizzazione rivoluzionaria Narodnaya Volya. Suo padre, Vasily Vasilievich Lepeshinsky, era un ingegnere ferroviario, uno dei costruttori della Chinese Eastern Railway.
Fin dai primi anni Lepešinskaja mostrò il suo talento nella danza e nel 1925 fu ammessa all'Accademia statale di coreografia di Mosca. Apparve per la prima volta sul palco del Teatro Bol'šoj all'età di dieci anni come uno degli uccellini nel balletto La figlia delle nevi. Nel 1932, interpretò la Fata Confetto nel balletto Lo Schiaccianoci.
Ol'ga si diplomò all'Accademia di balletto del Bol'šoj e iniziò a lavorare al Teatro. Iniziò come Rosina in un balletto de Il barbiere di Siviglia rappresentato dal secondo palco del teatro. Nel 1935, interpretò il ruolo principale nel balletto I tre grassoni (Tri Tolstâka) di Jurij Oleša. Il balletto divenne molto popolare e la ballerina divenne famosa all'età di 18 anni.
Inoltre, dai 17 anni si esibì in concerti privati al Cremlino di Mosca. Era molto legata a Polina Zhemchuzhina, moglie di Vjačeslav Michajlovič Molotov. Fu un grande shock per lei quando Polina fu imprigionata in un Gulag. Ol'ga era anche conosciuta come la ballerina preferita di Iosif Stalin e si diceva persino che fosse la sua amante. Nel 1943 entrò a far parte del Partito Comunista dell'Unione Sovietica.
Ol'ga sposò un generale dell'MGB, Leonid Raykhman che fu arrestato il 19 ottobre 1951 come presunto partecipante al complotto sionista fabbricato nell'MGB. Ol'ga, successivamente, affermò che i suoi appelli a Stalin avrebbero salvato la vita di suo marito. Nel marzo 1953, dopo la morte di Stalin, Raykhman fu liberato, riabilitato e nominato capo della Commissione di controllo del Ministero degli affari interni russo. Nell'agosto fu arrestato di nuovo per aver violato la legge da lui stesso promulgata contro le torture di detenuti e altre violazioni della Legge socialista. Nell'agosto 1956 fu condannato a cinque anni ma venne rilasciato lo stesso novembre.
Nel febbraio 1940, il corpo di ballo del teatro Mariinskij di Leningrado eseguì per la prima volta il balletto Don Chisciotte con Lepešinskaja nei panni di Kitry, che si rivelò un grande successo e nel 1941, anno di istituzione del Premio di Stato dell'Unione Sovietica, Ol'ga fu tra i primi a riceverlo per questa interpretazione del Don Chisciotte. Complessivamente Ol'ga Lepesinskaya ricevette quattro premi di Stato.
Con l'inizio della grande guerra patriottica Ol'ga divenne un membro della brigata del Fronte del Teatro Bol'šoj fino alla fine della seconda guerra mondiale. Le sue esibizioni vicino ai campi di battaglia furono filmate nel documentario sovietico del 1941 Kontsert - Frontu (Concerto al fronte).
Nel 1942 fu indetto il Comitato antifascista giovanile sovietico che vide Ol'ga vicepresidente.

Nel 1943, ha recitato nel ruolo di Assol nella première del Teatro Bol'šoj di Vele scarlatte. Il 10 maggio ricevette l'invito ad esibirsi nella produzione del Bol'šoj di Cenerentola. Il balletto, eseguito per la prima volta il 21 novembre 1945, fu il primo spettacolo a debuttare nel dopoguerra al Bol'šoj. Grazie alla sua esibizione di Cenerentola, Ol'ga vinse il suo secondo premio di Stato. Successivamente, ricevette il suo terzo premio per l'interpretazione in Le fiamme di Parigi e il quarto per il ruolo di Tao-Hoa in The Red Poppy. Nel 1951 ricevette il titolo Artista del popolo dell'Unione Sovietica insieme a Galina Sergeevna Ulanova.

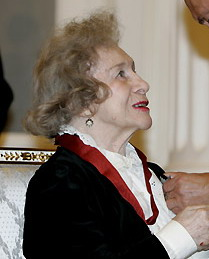
Ol'ga nel 2006

Nel 1956 Ol'ga sposò il generale sovietico Aleksej Innokent'evič Antonov, che morì nel 1962. A causa dello scompenso, derivato dalla precoce perdita, divenne temporaneamente cieca. Dopo un anno di cure riottenne la vista ma, rientrata in scena, capì di essere di troppo sia al Teatro che all'Accademia di balletto del Bol'šoj. Successivamente trovò posto alla Komische Oper Berlin dove ha lavorato come maestra di balletto per dieci anni.
Successivamente allenò diverse compagnie teatrali in tutto il mondo. Per trent'anni è stata presidente dei concorsi di balletto a Mosca. Dal 1992 è stata presidente dell'Associazione coreografica russa e presidente degli esami di ammissione alla coreografia presso l'Università russa di arti teatrali.
Aiutò il pittore Il'ja Sergeevič Glazunov durante i suoi primi anni di carriera, che dichiarò Ol'ga la sua musa ispiratrice nell'arte.
Morì per un attacco cardiaco il 20 dicembre 2008 a Mosca all'età di 92 anni.